# بيتسي راسل
إليزابيث «بيتسي» راسل (بالإنجليزية: Betsy Russell)‏ (ولدت في 6 سبتمبر 1963) ممثلة أمريكية اشتهر بأدوارها في مدرسة خاصة (1983) وفيلم المسترجلة (1985)، ودور «جيل تاك» أحد الشخصيات الرئيسية في سلسلة أفلام سو من 2006 - 2010.

## مسيرتها المهنية
بدأت العمل بالتمثيل من خلال فيلم Let's Do It! عام 1982، ولكن قبلها قدمت العديد من الاعلانات التليفزيونية منها اعلان بيبسي وغيرها ولكنها اصرت الي ان تتجه الي التمثيل باحتراف فانتقلت من سان دييغو الي لوس انجلوس لتحقق حلمها في التمثيل والسينما وبالفعل نجحت في تحقيق هدفها.

## روابط خارجية
- الموقع الرسمي
- بيتسي راسل على موقع IMDb (الإنجليزية)
- بيتسي راسل على موقع روتن توميتوز (الإنجليزية)
- بيتسي راسل على موقع ألو سيني (الفرنسية)
- بيتسي راسل على موقع أول موفي (الإنجليزية)
- بيتسي راسل على موقع قاعدة بيانات الأفلام السويدية (السويدية)
- بيتسي راسل على موقع إن إن دي بي (الإنجليزية)
- بيتسي راسل على موقع قاعدة بيانات الفيلم (الإنجليزية)
- بيتسي راسل على موقع كينوبويسك (الروسية)